# Amauromyza carlinae
Amauromyza carlinae är en tvåvingeart som beskrevs av Erich Martin Hering 1944. Amauromyza carlinae ingår i släktet Amauromyza och familjen minerarflugor.
Artens utbredningsområde är Frankrike. Inga underarter finns listade i Catalogue of Life.